# NGC 1015

NGC 1015

NGC 1015 هي مجرة حلزونية ضلعية، تتبع كوكبة قيطس. اكتشفها فيلهلم تمبل في 27 ديسمبر 1875.

## روابط خارجية
- NGC 1015 على موقع ويكي سكاي: DSS2, SDSS, GALEX, IRAS, Hydrogen α, X-Ray, Astrophoto, Sky Map, Articles and images